# 1984年ロサンゼルスオリンピック
1984年ロサンゼルスオリンピック（1984ねんロサンゼルスオリンピック）は、1984年7月28日から8月12日までの16日間、アメリカ合衆国のロサンゼルスで開催されたオリンピック競技大会。ロス五輪、ロサンゼルス1984（Los Angeles 1984）などと呼称される。
規定の変更により、この大会から夏季オリンピックの入賞枠が6位までから8位までに拡大された。

## 開催地選考
1972年ミュンヘンオリンピックのイスラエル選手団に対するテロ攻撃や、1976年モントリオールオリンピックの巨額赤字が開催都市に大きなダメージを残したことなどもありオリンピック開催は不人気だった。1975年にはテヘラン（イラン）も立候補していたものの、1977年6月の段階で立候補を撤回。アメリカ国内でも1977年時点でロサンゼルスの他ニューヨーク・アトランタ・ボストン・シカゴ・ニューオーリンズが立候補したものの、アメリカオリンピック委員会の投票で最終的にニューヨーク39票・ロサンゼルス55票でロサンゼルスを国内候補に決定、1978年のIOC総会における決定段階ではロサンゼルスでの開催を目指す民間団体「南カリフォルニア・オリンピック委員会」（SCCOG）による単独立候補となり、ロサンゼルスでの開催が決定した。この他ベルギーを中心にオランダ・ルクセンブルクや西ドイツのラインラント・フランス北部との5カ国共催の構想も存在していた。
ロサンゼルスは1932年大会での収益を用いる形で1940年大会での再開催を目指し地元の実業家により南カリフォルニア・オリンピック委員会が立ち上げられるも第二次世界大戦の開戦により構想が立ち消えとなり、戦後1948年から1956年の各大会へ立候補するもいずれも落選。更に1970年にはアメリカ建国200年に合わせる形での1976年大会への立候補計画が持ち上がったものの落選、引き続き1980年大会にも立候補し落選が続いていた。

## 商業五輪
この大会は1セントも税金を使わずに行われた。それまでの大会はスタジアムの建設や環境整備などで開催都市が多額の費用を負担し赤字が続いたこともあり、立候補申請時点からロサンゼルス市は財源保証を行わないとし公的資金を使わない運営方針とした。大会組織委員長には「40歳から55歳」「南カリフォルニア在住」「起業経験がある」「スポーツ好き」「経済的に独立」「国際情勢に通じている」といった条件のもと全米2位の旅行代理店を経営しサンノゼ州立大学時代に水球で活躍したピーター・ユベロスが就任。競技会場は1932年ロサンゼルスオリンピック時の施設など既存施設を活用し、新設は最低限に留め企業の協力を得て支出を削減、選手村も大学学生寮を用いるなど徹底した節約を図った。
開催するために必要な費用は、以下の4本柱を立てて賄った。
1. テレビ放映料：テレビ放映権は、それまでの常識を超える金額を最低価格として提示、アメリカ4大ネットワークのうちで一番高い金額を示したABCと2億2500万ドルで契約し放送設備費7500万ドルも負担させた。放映権料を前払いとして、利息を稼ぐ徹底ぶりだった。ABCグループ含め世界21の放送機関から2億8676.4万ドルの放映権料を獲得した[8]。
2. スポンサー協賛金：それまで多くのスポンサー企業がマークを使用し、多種多様な活動をしたが、スポンサー数があまりにも多すぎたので、メリットが半減していると判断し、スポンサーは1業種1社で最低400万ドル、合計で35社と数を減らして価値を高めた。大会エンブレムやマスコットを自由に使える、というのが条件だった。コカ・コーラとペプシが激しいスポンサー争いを演じ、他業種もスポンサーに次々に名乗りを上げ、高額の協賛金が集まった。
3. 入場料収入
4. 記念グッズの売上

かくして最終的にはこの大会は、およそ2億1500万ドルの黒字で終了かつ成功し、収益の6割はアメリカオリンピック委員会・4割は南カリフォルニアでのスポーツ振興を目的に、非営利団体「ロサンゼルス・アマチュア・アスレチック財団」（Amateur Athletic Foundation of Los Angeles、2007年に「LA84財団」（LA84 Foundation）に改称）の設立に充てられ、全額がアメリカの青少年の振興とスポーツのために寄付された。この大会の成功が、その後の五輪に影響を与える商業主義の発端となった。
公式スポンサー
- ABCテレビ
- コカ・コーラ
- アンハイザー・ブッシュ
- アローヘッド&プリータス（en）
- 電通
- キヤノン
- ABCラジオ（en）
- マクドナルド
- アトランティック・リッチフィールド（en）
- アメリカン・エキスプレス
- ユナイテッド航空
- ファースト・インターステート銀行（en）
- サウスランド
- コカ・コーラ・フーズ
- ビュイック/ゼネラルモーターズ
- リーバイス
- アライド（en）
- コンバース
- 富士写真フイルム
- 三洋電機
- スポーツ・イラストレイテッド
- タイムズ・ミラー
- モトローラ
- M&Mマース
- トランスアメリカ（en）
- ARAサービス（en）
- ウェスティングハウス・エレクトリック
- アタリ
- ワーナー・コミュニケーションズ
- ゼロックス
- IBM
- サザン・パシフィック鉄道
- AT&T
- パシフィック・ベル（en）

## ボイコット

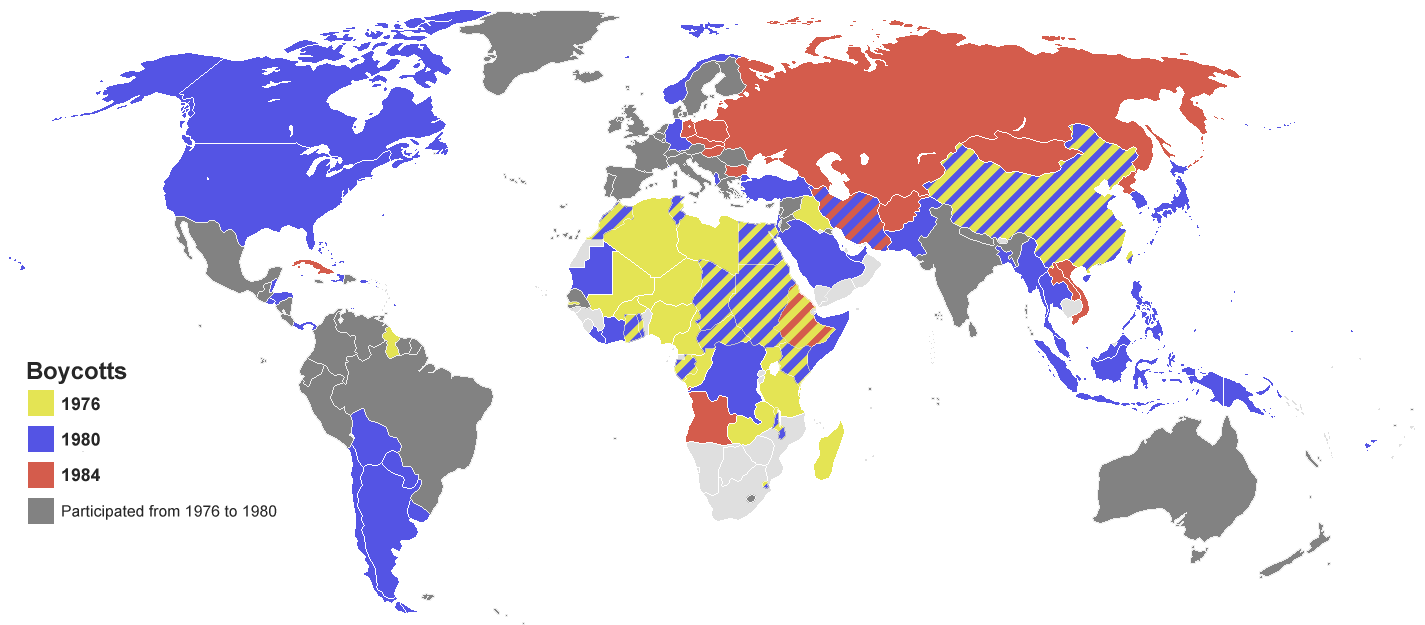
1976年モントリオールオリンピックをボイコットした国
1980年モスクワオリンピックをボイコットした国
1984年ロサンゼルスオリンピックをボイコットした国
上記3大会とも参加した国

1980年に行われたモスクワオリンピックに、その前年に行われた「ソ連のアフガニスタン侵攻に抗議する」という理由で、アメリカが西側諸国とイスラム諸国にボイコットを呼びかけた結果、日本、西ドイツ、大韓民国、サウジアラビア、トルコ、エジプト、インドネシアなどの国々が参加しなかった。その報復として東側諸国は本大会をボイコットした（表向きの理由は1983年のアメリカ軍によるグレナダ侵攻に対する抗議）。
なお、ロサンゼルス大会の不参加国はソビエト連邦、東ドイツ、ポーランド、チェコスロバキア、ハンガリー、ブルガリア、ベトナム、モンゴル、北朝鮮、キューバ、エチオピア、アフガニスタン、アンゴラ、イラン などであった。不参加国は本大会に対抗する形でフレンドシップ・ゲームズを開催した。
一方、社会主義陣営の国のうちソ連と距離を置いていたユーゴスラビアとニコラエ・チャウシェスク政権のルーマニアはモスクワオリンピックとロサンゼルスオリンピックの双方に参加してロサンゼルスオリンピックではルーマニアは開催国である米国に次ぐ数の金メダルを獲得し、中華人民共和国は中ソ対立でアメリカと接近したため、モスクワオリンピックは不参加、ロサンゼルスオリンピックは参加して金メダルはルーマニアと西ドイツに次ぐ数を獲得した。

## 聖火ランナー
大会委員長のピーター・ユベロスは一般市民の聖火ランナーからも、参加費用を徴収しようと計画。一緒にオリンピックを作る一員として、聖火ランナーに参加してくれる人なら、資金的な協力もしてくれる、というのがユベロスの考えだったのだが、聖火を運ぶのは、もともとギリシャ委員会の管轄で、ギリシャ委員会は「聖火を商品化するとは五輪を冒涜する行為」と反発した。
しかし結局ユベロスがギリシャ委員会を説得して有料聖火ランナーは実施され、1kmにつき3000ドルの協賛金を募り協賛者が聖火ランナーを指名する形とし、最終的に約1090万ドルの収益をあげ、収益は青少年のスポーツ振興に充てられた。
この時には1936年のベルリンオリンピックで、日本代表でマラソン競技に優勝した孫基禎も聖火ランナーの一員として走っている。

## 大会マスコット
鷲をモチーフにしたマスコット「イーグルサム」で、これを主人公にしたテレビアニメも製作、放映された。

## エンブレム
人類の究極の目標を表す五芒星を3つ連ねた形とし、格子模様は競技者のスピード、連続した星は競争の精神を表し、格子模様の13本の横線は米国独立時の13州を表しているという。赤・白・青の配色はアメリカ国旗の色や、表彰時の伝統的なイメージを表した。
デザイナーはロバート・マイルズ・ラニアン。

## ハイライト
ソ連・東欧圏の選手が出場しなかった結果、射撃の蒲池猛夫（日本）、体操女子個人総合のレットン（アメリカ）など、幾つかの競技で、それまでメダルに縁の無かった国に金メダルをもたらした。特にレットンの金メダル獲得はアメリカで体操のブームを呼び、多くの子供達が体操競技を始めた結果、のちの体操競技におけるアメリカ勢の躍進の原動力となった。また、「女子選手には危険過ぎる」との理由で長年開催されていなかった女子マラソンがこの大会から公式競技となったが、8月開催の大会のため酷暑の中でのレースとなり、温度を下げるためにコース中にシャワーを設置するなど対策を行ったものの、ガブリエラ・アンデルセン（スイス）が脱水症状により千鳥足でゴールする事となった。ソ連や東ドイツが不参加した結果、アメリカ合衆国は、自国開催であるからこそ、最大限に力を発揮した。

## 開会式
開会式はアメリカ東部時間に合わせて午後5時から開式。
ロナルド・レーガンによる開会宣言、ジョン・ウィリアムズによるオリンピックテーマ曲、風船を持った人間による人文字、軽飛行機による「WELCOME」の文字の描かれた幕を牽引した展示飛行、飛行船2隻による巨大な「WELCOME」の幕の上空掲揚、ビル・スーターの操縦する個人用ジェット推進飛行装置・ロケットベルトを使った空中遊泳（俗にロケットマンと呼ばれた）、多数のピアノを使用したラプソディ・イン・ブルーの演奏などが催され、とくにロケットマンの演出は大きな話題を呼んだ。
日本での開会式生中継は7月29日の朝8時頃からでテレビの中継はNHK総合および民放全局同時で行われた。
全局国際映像の同じ衛星回線の映像のため当時の中継事情から2度に渡って搬送波が切れることとなり、映像音声とも落ちたときなどしたときにイーグルサムの人形が置かれたモニタに切り替わった。
同日夜7時には民放キー局すべてが司会や演出を交えてそれぞれ別々の開会式再放送を、NHK総合も夜9時から開会式ハイライトを放送した。

## 閉会式
閉会式は8月12日午後6時30分に開式通告され、五輪旗がロサンゼルスのトーマス・ブラッドリー市長からIOCのサマランチ会長に、そしてソウル市の廉普鉉市長に手渡された。また、大会委員長のユベロスにオリンピックオーダーの称号が与えられた。聖火が消灯された後、UFOとの音と光の交信が行われ、宇宙人が登場。そして花火で大会が締めくくられた。

## 競技会場
本大会は主にロサンゼルス郡、オレンジ郡、サンバーナーディーノ郡、サンディエゴ郡、ベンチュラ郡の5郡にまたがって開催された。一部、他州で開催された種目もあった。

### ロサンゼルス郡

#### ロサンゼルス市内
- イーグルス・ネスト・アリーナ（カリフォルニア州立大学ロサンゼルス校のキャンパス内） - 柔道
- ガーステン・パビリオン（ロヨラ・メリーマウント大学のキャンパス内） - ウエイトリフティング
- ドジャー・スタジアム - 野球（公開競技）
- ポーリー・パビリオン - 体操
- ロサンゼルス・メモリアル・コロシアム - 開・閉会式、陸上競技、マラソン・ゴール
- ロサンゼルス・メモリアル・スポーツ・アリーナ - ボクシング
- マクドナルド・オリンピック・スイム・スタジアム（南カリフォルニア大学のキャンパス内） - 競泳、飛込、シンクロナイズドスイミング

#### その他のロサンゼルス郡内
- アーテシア・フリーウェイ（91号フリーウェイ） - 自転車競技団体ロードレース
- ウェインガート・スタジアム（モントレー・パーク市、イースト・ロサンゼルス・カレッジのキャンパス内） - ホッケー
- エル・ドラド・パーク（ロングビーチ市） - アーチェリー
- オリンピック・ベロドローム（セブン-イレブン・ベロドローム、カーソン市、カリフォルニア州立大学ドミンゲスヒルズ校のキャンパス内） - 自転車競技トラックレース
- ザ・フォーラム - バスケットボール、ハンドボール決勝
- サンタアニタパーク競馬場 - 馬術
- サンタモニカ・カレッジ - マラソン・スタート[15]
- サン・ヴィセンテ通り、オーシャン・アヴェニュー、90号ハイウェイ、エクスポジション大通りなど - マラソン[15]
- ローズボウル - サッカー決勝
- ローリー・ラネルズ・メモリアル・プール（ペパーダイン大学のキャンパス内） - 水球
- ロサンゼルス・テニスセンター（カリフォルニア大学ロサンゼルス校のキャンパス内） - テニス
- ロングビーチ・コンベンションセンター（ロングビーチ市） - フェンシング
  - ロングビーチ・アリーナ（ロングビーチ・コンベンションセンター内） - バレーボール
- ロングビーチ・ショアライン・マリーナ（ロングビーチ市） - セーリング

### オレンジ郡
- アナハイム・コンベンションセンター（アナハイム市、ディズニーランド・リゾートの隣） - レスリング
- コト・デ・カザ[注釈 4] - 近代五種フェンシング・射撃・ランニング・馬術
- タイタン・ジム（カリフォルニア州立大学フラトン校のキャンパス内） - ハンドボール
- ヘリテイジ・パーク水泳センター（アーバイン市） - 近代五種水泳
- ミッション・ビエホ - 自転車競技個人ロードレース

### サンバーナーディーノ郡
- プラド・リージョナル・パーク（チノ市） - 射撃

### サンディエゴ郡
- フェアバンクス・ランチ・カントリークラブ（ランチョ・サンタ・フェ市） - 総合馬術耐久競技

### ベンチュラ郡
- カシータス湖（ロス・パドレス国有林内の人工湖） - カヌー、ボート

### その他の地域
いずれもサッカー予選。
- スタンフォード・スタジアム（カリフォルニア州サンタクララ郡）
- ハーバード・スタジアム（マサチューセッツ州ボストン市、ハーバード大学所有[注釈 5]）
- 海軍海兵隊記念スタジアム（メリーランド州アナポリス市）

## 実施競技
| - 陸上競技 - 水泳 - 競泳 - 飛込 - 水球 - シンクロナイズドスイミング - サッカー - ボート - ホッケー |  | - ボクシング - バレーボール - 体操 - バスケットボール - レスリング - セーリング - ウエイトリフティング - ハンドボール - 自転車競技 |  | - 馬術 - フェンシング - 柔道 - 射撃 - 近代五種 - カヌー - アーチェリー - テニス（公開競技） - 野球（公開競技） |

## 各国・地域のメダル獲得数
| 順 | 国・地域                 | 金 | 銀 | 銅 | 計  |
| -- | ------------------------ | -- | -- | -- | --- |
| 1  | アメリカ合衆国（開催国） | 83 | 61 | 30 | 174 |
| 2  | ルーマニア               | 20 | 16 | 17 | 53  |
| 3  | 西ドイツ                 | 17 | 19 | 23 | 59  |
| 4  | 中国                     | 15 | 8  | 9  | 32  |
| 5  | イタリア                 | 14 | 6  | 12 | 32  |
| 6  | カナダ                   | 10 | 18 | 16 | 44  |
| 7  | 日本                     | 10 | 8  | 14 | 32  |
| 8  | ニュージーランド         | 8  | 1  | 2  | 11  |
| 9  | ユーゴスラビア           | 7  | 4  | 7  | 18  |
| 10 | 韓国                     | 6  | 6  | 7  | 19  |